# Tennis (jogo eletrônico de 1984)
Tennis é um jogo eletrônico esportivo lançado no Japão para o Famicom em 1984 e na América do Norte para o Nintendo Entertainment System em 1985. Na América do Norte, Tennis foi um dos 18 jogos de lançamento para o NES. Foi também incluído no Nintendo Vs. System sob o nome Vs. Tennis. Nintendo portou o jogo para o Game Boy em 1989 e para a Nintendo e-Reader em 2002.